# Azzurra Air
Azzurra Air era una compañía aérea italiana con base inicialmente en Bérgamo Orio al Serio, y posteriormente en Milán Malpensa. Ha operado vuelos en Italia, España, Grecia, Portugal y otros destinos del Mediterráneo.
Fue fundada en diciembre de 1996 por Air Malta. En noviembre de 2003, se anuncia la adquisición por la francesa Air Littoral de parte de Azzurra Air, pero el acuerdo apareció al mes siguiente a causa de las críticas condiciones financieras de Azzurra Air cedida en el transcurso de Air Malta al fondo de inversión "Seven group". En marzo de 2004, las operaciones de vuelo fueron canceladas y la compañía se declaró pronto en bancarrota. En julio de 2005 el expresidente Fausto Capalbo y el exadministrador delegado Manlio Palmonella fueron arrestados por orden de la Audiencia de la República de Busto Arsizio de bancarrota fraudulenta, apropiación indebida, falsedad y otros delitos. En el momento de la bancarrota la compañía había pedido cinco Airbus A320-200.

## Servicio
Azzurra Air operó un vuelo de línea entre Bérgamo y Roma y en 2003 un vuelo entre Milán Malpensa y Róterdam con aeronaves Avro RJ70/RJ85. Operó con sus aeronaves diversos vuelos de línea para Alitalia cerca de 4-5 años. Todos los demás servicios fueron vuelos chárter.

## Flota
La flota de Azzurra Air comprendía:
- 2 Airbus A320-200
- 7 Avro RJ70/RJ85
- 4 Boeing 737-700

- Datos: Q2245565
- Multimedia: Azzurra Air / Q2245565